# Bou (pesca)

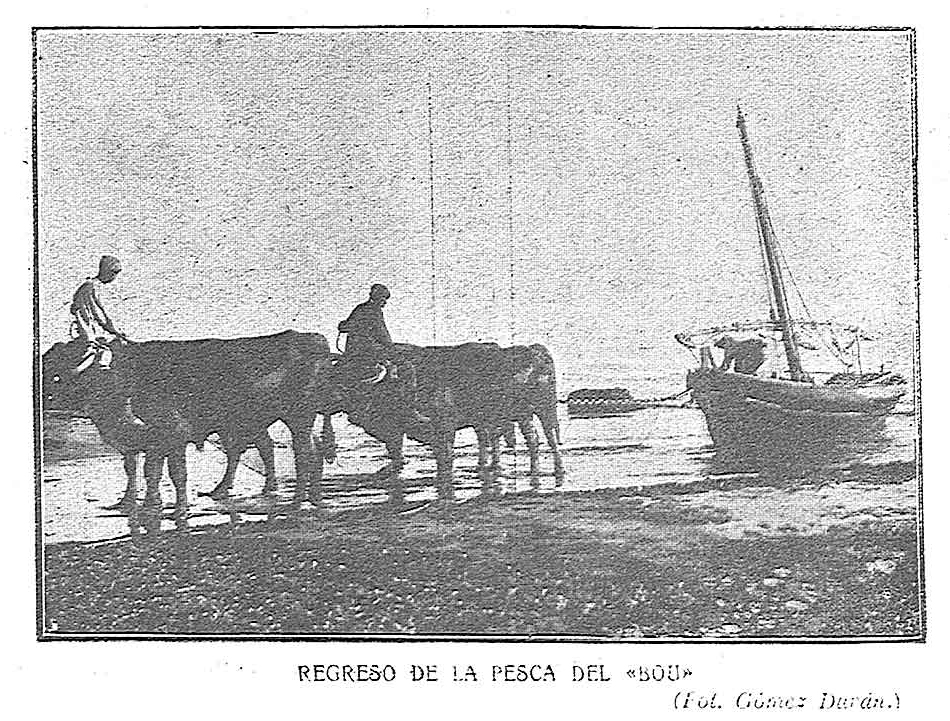
Pesca del bou a València

El bou és la denominació que rep una tècnica de pesca i també la barca que s'hi fa servir. L'art consisteix en dues peces de xarxa llargues, les bandes, que porten cordes amb flotadors a la part superior i ploms a la part inferior perquè l'art quedi obert verticalment. Les bandes van lligades per baix a la boca o gola, d'un sac de fons cec, el cóp. També és de xarxa. La corda superior de la boca és més curta que la inferior perquè així el peix no s'escapi per dalt. Pesquen a una profunditat de 50 m fins a 800 m.
Es calen durant el dia. Les barques amb cinc a nou homes cadascuna, surten a les set del matí i tornen abans de les sis de la tarda. Quan arriben al calador (triat pel patró) deixen anar l'art, subjectats per dos cables molt llargs i resistents que pengen de la barca i van units a les portes, dues planxes, que fan que la xarxa s'obri horitzontalment perquè el peix pugui entrar. Van arrossegant aquesta xarxa pel fons marí, el cóp es va omplint, recollint, tot allò que ocupa la superfície bentònica; la pesca resulta poc selectiva i entren a la gola de la xarxa tota mena d'organismes. Una vegada s'ha acabat el bol, es lleva l'art, es deixa el peix a coberta i els mariners el trien i el posen en caixes. Es desestimen una colla d'organismes sense valor comercial que es llencen per la borda, és la morralla. Solen fer dos o tres bols. S'agafa tota mena de peix i altres animals: gambes, escamarlans, calamars, capellans, polps, llúceres o maires, lluços, raps, bruixes, crancs de sopa...

## Història
L'art del bou és molt probablement d'origen mediterrani: occident d'Itàlia, Catalunya o Occitània. Ja era usat a la primeria del segle xviii a Catalunya, des d'on s'estengué a totes les costes de la península Ibèrica, no solament el procediment de pesca, sinó també el nom, que encara perdura. Durant molts anys, el bou fou durament atacat pels pescadors que no l'empraven, i del 1760 al 1870 les lleis i les ordres que el prohibien i el tornaven a autoritzar se succeïren en els estats espanyol i francès.